# Président de Transnistrie
Le président de la Transnistrie est le plus haut responsable élu de la Transnistrie, un petit pays non reconnu qui a déclaré son indépendance de la Moldavie en 1990. Le président de la république est le chef d'État du pays et est également le commandant en chef de ses forces armées. Selon la Constitution de Transnistrie, il représente également le pays à l'étranger.
Le président de la République moldave pridnestrovienne, nom officiel de la Transnistrie, est élu par les citoyens de la république au suffrage universel, égal et direct, à bulletin secret, pour un mandat de cinq ans.
Le président actuel est Vadim Krasnoselsky, depuis le 16 décembre 2016. Il a été élu lors des élections de 2016 et réélu lors des élections de 2021.

## Élections présidentielles

### Incompatibilité
Le président ne peut exercer d'autres activités rémunérées publiques (donc aucune autre fonction étatique) ou privées, à l'exception de fonction scientifique, d'enseignement ou créative. Il ne peut être membre d'un parti politique ou de toute autre association poursuivant un but politique.

### Conditions d'éligibilité
Pour être candidat à la présidence, une personne doit être citoyen de Transnistrie depuis au moins 10 ans, avoir le droit de vote et plus de 35 ans.

### Processus électoral
Le président est élu au suffrage universel, égal et direct à scrutin secret par les citoyens. Le président est élu au scrutin uninominal majoritaire à deux tours pour un mandat de 5 ans. Elles se déroulent le deuxième dimanche de l'année à laquelle se termine le mandat du président.
Leur déroulement précis est défini par la loi.

### Prestation de serment
Le président doit prêter serment dans les 30 jours suivant l'annonce des résultats lors d'une réunion extraordinaire du Conseil suprême. Il prête le serment suivant :

« Клянусь при осуществлении полномочий Президента Приднестровской Молдавской Республики соблюдать и защищать Конституцию и законы Приднестровской Молдавской Республики, уважать права и свободы человека и гражданина, защищать суверенитет и независимость, безопасность и целостность государства, верно служить народу Приднестровской Молдавской Республики. »

— Article 69(1) de la Constitution

« Je jure, dans l'exercice des pouvoirs du président de la république moldave du Dniestr, de respecter et de protéger la Constitution et les lois de la république moldave du Dniestr, de respecter les droits et libertés de l'homme et du citoyen, de protéger la souveraineté et l'indépendance, la sécurité et l'intégrité de l’État, et de servir fidèlement le peuple de la république moldave du Dniestr. »

— Article 69(1) de la Constitution
La prestation de serment est constitutive de la fonction de président.

## Compétences

### Fonctions exécutives
Le président est à la tête de l'administration et assure son bon fonctionnement. Il adopte des décrets et des ordonnances qui sont des actes de natures réglementaires devant respecter la Constitution.

### Affaires étrangères
Soumis aux limitations quant à l'absence de reconnaissance de l’état autoproclamé par les États membres de l'ONU, le président représente le pays dans les relations internationales. Il signe les instruments de ratification des traités internationaux.
Il accrédite et révoque les représentants de la Transnistrie à l'étranger

### Forces armées
Le président est le commandant-en-chef des forces armées transnistriennes. À ce titre, il peut, en cas d'agression ou de menace d'agression, le président peut proclamer la loi martiale en le notifiant au Conseil suprême.

### Autres compétences
Le président peut accorder le pardon présidentiel, octroyer la citoyenneté transnistrienne, accorder l'asile politique, et décerner les décorations et titres honorifiques.

## Statut
La personne du président est inviolable.

## Vacance
La fonction de président devient vacante en cas de démission, d'incapacité persistante pour des raisons de santé à exercer ses pouvoirs, de décès ou de destitution,. Jusqu'en 2011, le vice-président exerce l'intérim en cas de vacance de la présidence. Si ce dernier ne peut exercer l'intérim, un fonctionnaire du Conseil suprême est chargé de l'assurer par l'adoption d'une loi. Une élection anticipée doit alors se tenir le deuxième dimanche du troisième mois suivant le début de la vacance, sauf si l'élection présidentielle normale doit se tenir dans les six mois.

## Sources

## Compléments